# Rhampsinitus ingae
Rhampsinitus ingae is een hooiwagen uit de familie echte hooiwagens (Phalangiidae).